# Thomas Römer (Theologe)

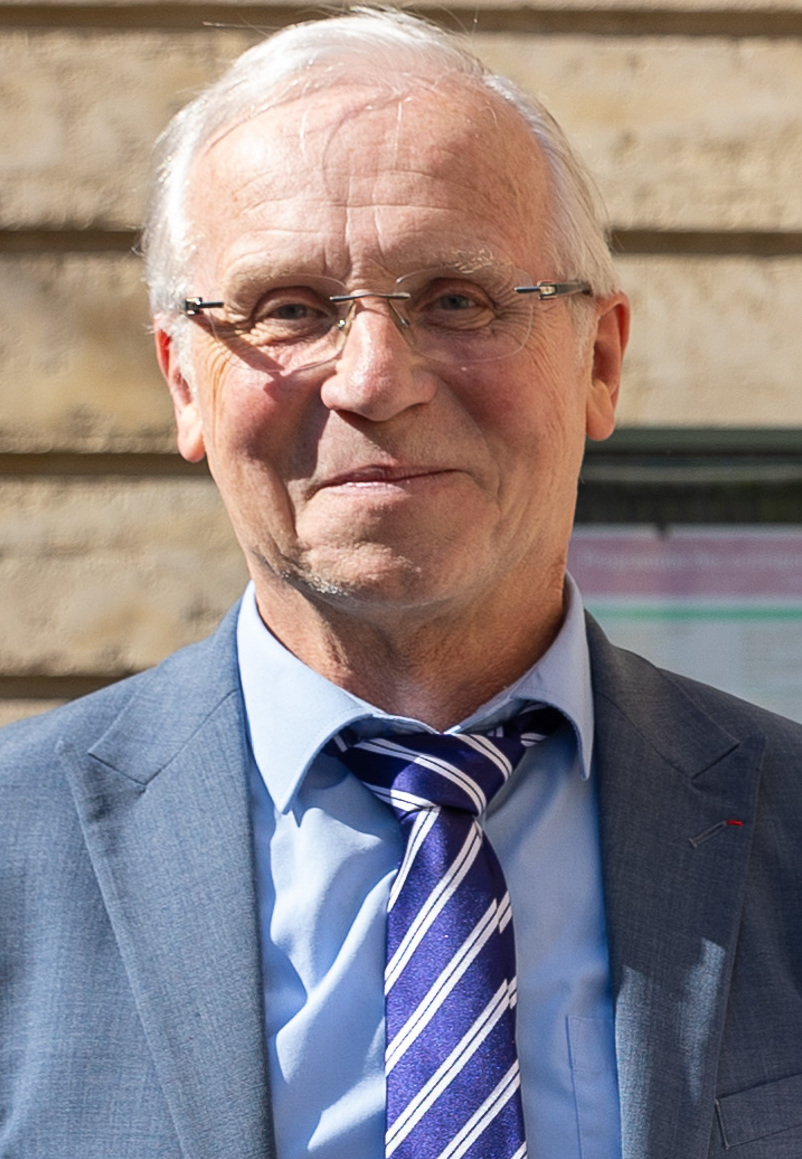
Thomas Römer (2023)

Thomas Christian Römer (* 13. Dezember 1955 in Mannheim) ist ein schweizerisch-deutscher evangelischer Theologe, Alttestamentler und Althistoriker an der Universität Lausanne und am Collège de France in Paris. Im Jahr 2019 wurde er von den Professoren des Collège de France zum Leiter des Collège gewählt.

## Lebenslauf
Ab 1974 studierte er Theologie und semitische Sprachen an den Universitäten Heidelberg und Tübingen.
Nach der Promotion im Jahr 1988 (Israels Väter. Untersuchungen zur Väterthematik im Deuteronomium und in der deuteronomistischen Tradition) lehrte er an der Universität Genf, ab 1993 als ordentlicher Professor für Hebräische Bibel an der religionswissenschaftlichen und theologischen Fakultät in Lausanne. Seit 2007 ist er außerdem Inhaber der Professur für Milieux Bibliques am Collège de France. 2016 wurde er als auswärtiges Mitglied in die Académie des Inscriptions et Belles-Lettres aufgenommen. Er ist Mitglied der Ehrenlegion (Ritter).

## Werke (Auswahl)
- Israels Väter. Untersuchungen zur Väterthematik im Deuteronomium und in der deuteronomistischen Tradition (OBO 99), Academic Press / Vandenhoeck & Ruprecht, Freiburg / Göttingen 1990
- mit J.D. Macchi: Guide de la Bible hébraïque. La critique textuelle dans la Biblia Hebraica Stuttgartensia (BHS), Labor et Fides, Genève 1994
- Dieu obscur : Cruauté, sexe et violence dans l’Ancien Testament (Essais Bibliques 27), Labor et Fides, Genève 1996, 1998
- Le peuple élu et les autres. L’Ancien Testament entre exclusion et ouverture, Éditions du Moulin, Poliez-le-Grand 1997
- Les chemins de la sagesse. Proverbes, Job, Qohéleth, Éditions du Moulin, Poliez-le-Grand 1999
- Moïse « lui que Yahvé a connu face à face » (Découvertes Gallimard 424), Gallimard, Paris 2002
- Jérémie. Du prophète au livre, Éditions du Moulin, Poliez-le-Grand 2003
- mit L. Bonjour: L’homosexualité dans le Proche-Orient ancien et la Bible (Essais bibliques 37), Labor et Fides, Genève 2005
- The So-Called Deuteronomistic History. A Sociological, Historical and Literary Introduction. T&T Clark-Continuum, London 2005
- Psaumes interdits, Éditions du Moulin, Aubonne VD 2007
- Les Cornes de Moïse : Faire entrer la Bible dans l’histoire, Fayard, Paris 2009 (Eröffnungsvorlesung am Collège de France, 5. Februar 2009)[3]
- mit Jean-Marie Durand, Jean-Pierre Mahé: La faute et sa punition dans les sociétés orientales. Peeters, Leuven 2013
- mit Diana Edelman, Philip Davies und Christophe Nihan: Clés pour le Pentateuque, état de la recherche et thèmes fondamentaux (Le Monde de la Bible 65), Labor et Fides, Genf 2013 ISBN 978-2-8309-1518-1
- mit Philip R. Davies: Writing the Bible. Scribes, Scribalism and Script. Acumen Publ., Series « BibleWorld », 2013
- L’Invention de Dieu. Seuil, coll. « Les Livres du nouveau monde », Paris 2014
- La Bible, quelles histoires! Les dernières découvertes, les dernières hypothèses. Labor et Fides, 2014 ISBN 978-2-8309-1541-9
- als Hrsg.: Einleitung in das Alte Testament. Die Bücher der hebräischen Bibel und die alttestamentlichen Schriften der katholischen, protestantischen und orthodoxen Kirchen. (Introduction à l’Ancien Testament). Übers. Christine Henschel. Theologischer Verlag Zürich  TVZ, 2013
- Die Erfindung Gottes. Eine Reise zu den Quellen des Monotheismus (Aus dem Französischen übersetzt von Annette Jucknat), Darmstadt 2018.